# Diarmuid Noyes
Diarmuid Noyes (Dublino, 14 gennaio 1988) è un attore irlandese.

## Biografia
Nasce a Dublino e lavora principalmente come interprete dividendosi spesso tra cinema e televisione. Tra i ruoli di maggior rilievo si ricordano Killing Bono, I Borgia nei panni di Alessandro Farnese, e Five Minutes of Heaven. 

## Filmografia

### Cinema
- Broken Things, regia di Vincent Lambe - cortometraggio (2002)
- Situations Vacant, regia di Lisa Mulcahy (2008)
- Five Minutes of Heaven, regia di Oliver Hirschbiegel (2009)
- Savage, regia di Brendan Muldowney (2009)
- Parked, regia di Darragh Byrne (2010)
- Killing Bono, regia di Nick Hamm (2011)
- Downriver, regia di Robert Manson - cortometraggio (2011)

### Televisione
- Prosperity – serie TV, episodi 1x01-1x03 (2007)
- I Tudors (The Tudors) – serie TV, episodi 3x01-3x03 (2009)
- Pure Mule: The Last Weekend, regia di Declan Recks – miniserie TV (2009)
- Single-Handed – serie TV, episodi 4x01-4x02 (2010)
- Roadkill, regia di Johannes Roberts - film TV (2011)
- Una luna di miele tutta sua... (Honeymoon for One), regia di Kevin Connor - film TV (2011)
- I Borgia (Borgia) – serie TV, 38 episodi (2011-2014)

## Premi e candidature
| 2003 Dublin Film and Music Fleadh: - Vinto miglior giovane attore per Broken Things (2002); | 2010 Irish Film and Television Awards (IFTA Award): - Nomination miglior attore non protagonista in un ruolo televisivo per Pure Mule: The Last Weekend (2009); |